# Hombres
Hombres var en dramaserie från 2006 i åtta avsnitt som sändes på Kanal 5. Den kretsar kring fyra män som lyckas stjäla 354 miljoner från en fondkommissionärsfirma, och sedan flyr till Spanien. Serien kostade 24 miljoner kronor att spela in men tittarsiffrorna blev katastrofala - exempelvis sågs det andra avsnittet av bara 90 000 tittare.
Serien spelades in på Mallorca våren 2006.

## Rollista
- Christian Skolmen - Pål Skogland
- Emil Forselius - Victor Carlberg
- Tito Pencheff - Emil Carlberg
- Christian Hillborg - Manne af Ejderhorn
- Ola Wahlström - Hans Johannesen
- Helena af Sandeberg - Helena Moberg, mäklare
- Gloria Tapia - Marika
- Pia Tjelta - Linn Haugen
- Saga Gärde - Patricia
- Magnus Skogsberg - Magnus Bjuhr
- Christian Wennberg - Jonte, fondmäklare
- Anders Beckman - Gustav Friberg
- Jan Holmquist - Hjort, ekobrottsutredare
- Rasmus Troedsson - Hollender, advokat
- Leif Ahrle - Henrik af Ejderhorn

## Regissörer
- Daniel di Grado
- Musse Hasselvall